# Jim McLay

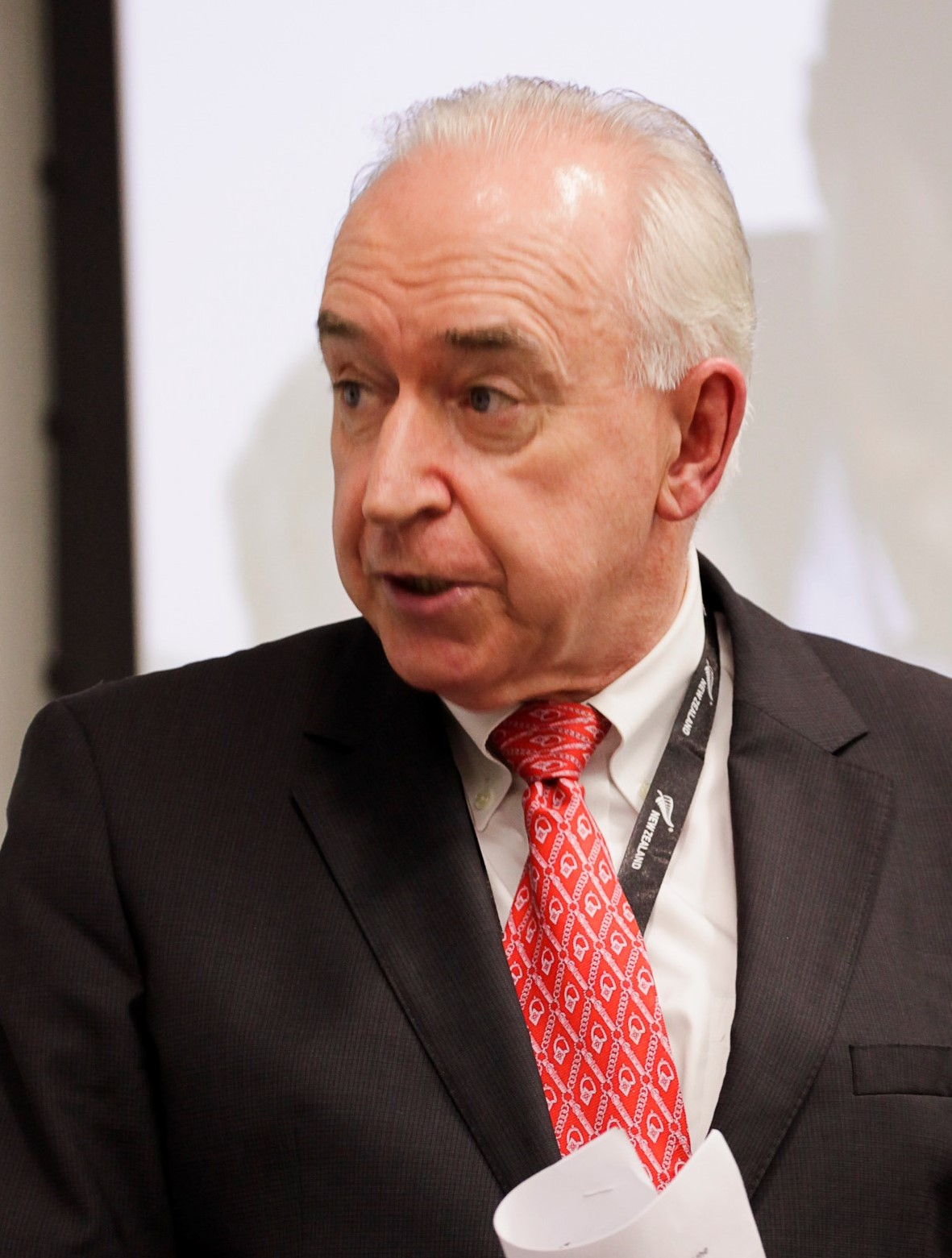
Jim McLay w 2011

James Kenneth (Jim) McLay (ur. 21 lutego 1945) – nowozelandzki polityk, działacz partii Nowozelandzkiej Partii Narodowej, prawnik.
W latach 1975–1987 pełnił mandat deputowanego do Izby Reprezentantów. Od 1978 do 1984 był ministrem sprawiedliwości oraz prokuratorem generalnym. Pełnił funkcję wicepremiera Nowej Zelandii (1984). W latach 1984–1986 zajmował stanowisko przewodniczącego Nowozelandzkiej Partii Narodowej. Od 2009 jest ambasadorem Nowej Zelandii przy ONZ.